# فرد فورمان
فرد فورمان (بالإنجليزية: Fred Forman)‏ هو لاعب كرة قدم بريطاني (وحمل سابقاً جنسية المملكة المتحدة لبريطانيا العظمى وأيرلندا) في مركز الهجوم، ولد في 8 نوفمبر 1873 في المملكة المتحدة، وتوفي في 14 يونيو 1910 في المملكة المتحدة. شارك مع منتخب إنجلترا لكرة القدم. أما مع النوادي، فقد لعب مع ديربي كاونتي ونوتينغهام فورست.

## وصلات خارجية
- فرد فورمان على موقع ناشيونال فوتبول تيمز (الإنجليزية)